# 涌井伶
涌井 伶（わくい れい、2004年4月16日 - ）は、日本の舞台女優。東京都出身。劇団国立ミュージカル（国立ミュージカルスタジオun-even）所属。

## 人物
- 星座：おひつじ座
- 血液型：A型
- 趣味：スケボー・お菓子作り、特技：かけっこ[1]
- 所属事務所：劇団国立ミュージカル（国立ミュージカルスタジオun-even）

## 出演
- 2011年 劇団国立ミュージカル『オズの魔法使い』
- 2012年 ミュージカルショー『オズの魔法使い』 ライオン役
- 2013年 劇団国立ミュージカル『Le Petit Prince』 キツネ役
- 2014年 劇団国立ミュージカル『オズの魔法使い』ドロシー役
- 2014年 劇団国立ミュージカル『The Wizard of OZ』ドロシー役
- 2016年 劇団国立ミュージカル『Le Petit Prince』 王子役
- 2017年 ミュージカル『アニー』ダンスキッズ出演[2]
- 2019年 ミュージカル『ミルコとカギロイの森』出演
- 2019年 劇団国立ミュージカル『The Wizard of OZ』かかし役[3]